# قطار بوسان
قطار بوسان (الكورية: 부산행) هو فيلم كوري جنوبي اُنتج في صيف عام 2016 في كوريا الجنوبية. حطم الأرقام القياسية في نسب الحضور حين عرض في السينما ليس في كوريا الجنوبية وحدها ولكن على مستوى البلاد الآسيوية، حيث اقترب من عشرة ملايين مشاهدة في الأسبوع الأول، كما حطم الرقم القياسي لأفلام كوريا الجنوبية على مستوى الإيرادات في الأيام الخمسة الأولى من إصداره بمبلغ 38.8 مليون دولار، وعرض في مهرجان كان السينمائي ضمن عروض منتصف الليل.

## ملخص القصة
“سيوك وو” مدير مالي كبير يعمل في العاصمة سيؤول. انفصل عن زوجته، ويعيش مع والدته وابنته “سو آن” ذات الثمانية أعوام. عمله هو كل ما يفكر فيه ويشغل أغلب وقته وتفكيره، حتى أنّه يفوت على نفسه لحظات كثيرة يقضيها مع ابنته كحضور أي فاعلية لها في مدرستها، وفي ليلة عيد ميلادها الثامن تصر على الذهاب إلى والدتها في بوسان ولو بمفردها، وتحت ضغط وإلحاح ابنته يستجيب أخيرًا ويذهب معها، ولكن قبل انطلاق القطار يتم اقتحامه من فتاة مصابة بجرح كبير في قدمها، يتضح بعد هذا أنّها مصابة بفيروس اجتاح البلاد جعلها من الموتى الأحياء “زومبي”، وتبدأ الفتاة بنشر الفيروس عن طريق عض مضيفة القطار لينتشر الوباء بعد هذا في القطار كالنار في الهشيم، وعلى الركاب الكفاح للنجاة بحياتهم لحين الوصول إلى بوسان التي يتضح أنّها البقعة الوحيدة الآمنة، والتي لم يصل لها هذا الوباء بعد.

## وصلات خارجية
- قطار بوسان على موقع IMDb (الإنجليزية)
- قطار بوسان على موقع ميتاكريتيك (الإنجليزية)
- قطار بوسان على موقع روتن توميتوز (الإنجليزية)
- قطار بوسان على موقع نتفليكس (الإنجليزية)
- قطار بوسان على موقع قاعدة بيانات الأفلام العربية
- قطار بوسان على موقع ألو سيني (الفرنسية)
- قطار بوسان على موقع أول موفي (الإنجليزية)
- قطار بوسان على موقع بوكس أوفيس موجو (الإنجليزية)
- قطار بوسان على موقع فيلمافينيتي (الإسبانية)
- قطار بوسان على موقع قاعدة بيانات الأفلام السويدية (السويدية)

قطار بوسان في قاعدة بيانات الأفلام على الإنترنت